# Hypodontolaimus reversus
Hypodontolaimus reversus är en rundmaskart som beskrevs av Stephen Donald Hopper 1968. Hypodontolaimus reversus ingår i släktet Hypodontolaimus och familjen Chromadoridae. Inga underarter finns listade i Catalogue of Life.